# Спинола, Филиппо
Филиппо Спинола (итал. Filippo Spinola; 17 июля 1594, Генуя — 6 августа 1659, Мадрид), 2-й маркиз де Лос-Бальбасес, 2-й герцог де Сесто, гранд Испании — государственный и военный деятель Испанской империи.

## Биография
Сын Амброджо Спинолы, маркиза де Лос-Бальбасес, и Джованны Басадонне Дориа.
С 1607 года жил при дворе короля Филиппа III, служил пажом королевы Маргариты Австрийской и воспитывался вместе с детьми испанских грандов.
В 1611 году, после смерти королевы, вернулся в Италию. В следующем году сопровождал своего отца в Германию, где Амброджо от имени Филиппа III поздравил императора Матиаса со вступлением на трон. Благодаря военным успехам отца, Филиппо был на хорошем счету при испанском дворе, с июня 1616 года королевская казна выплачивала ему пенсион в размере 400 скуди в месяц. Затем Спинола отправился в Нидерланды в армию своего отца, участвовал в боевых действиях, в том числе в осаде Бреды.
Затем был назначен генералом кавалерии в Миланском герцогстве и членом тайного совета, созданного по случаю войны за Мантуанское наследство. Участвовал в осаде Казале, потом присоединился к своему отцу, прибывшему в Пьемонт в 1629 году с большой частью фландрской армии. После взятия Пинероло французской армией в марте 1630 Спинола с отрядом из 5000 пехотинцев и 500 кавалеристов сначала взял Понтестуру, затем Сан-Джорджо-Монферрато и, наконец, Розиньяно. Тем не менее в сентябре-октябре ему не удалось предотвратить проникновение французских подкреплений в Казале. После смерти Амборджо, не сумевшего взять Казале, Филиппо в 1630 году наследовал ему как маркиз де лос Бальбасес.
В 1631 году пожалован Филиппом III в рыцари ордена Золотого руна.
В июле 1634 Спинола был назначен генералом кавалерии, сосредоточенной в Милане для похода в Германию на помощь имперским войскам против шведов и немецких протестантов. В начале сентября он участвовал в битве при Нёрдлингене вместе со своим зятем Диего Фелипе де Гусманом, маркизом де Леганесом, лейтенантом командующего испанской армией кардинала-инфанта. Спинола особенно отличился в финале сражения, в совместной атаке кавалерии и мушкетеров против войск Бергнарда Саксен-Веймарского, стоявших на лесистом холме Хазельберга, после чего разбитый Бернгард бежал с поля боя.
После подписания Пражского мира в мае 1635, Спинола отправился с кардиналом-инфантом в Нидерланды, затем вернулся ко двору короля Испании, где получил должность старшего командора ордена Сантьяго в Кастилии и стал членом нескольких советов, в том числе Государственного и Морского (Junta de Armada).
С началом франко-испанской войны в Пиренеях Спинола вернулся в армию. Летом 1639 года французы вторглись в Руссильон и захватили Сальс. Первая попытка отвоевать крепость провалилась. Спинола, назначенный генерал-капитаном Кантабрийской армии (около 12000 человек), принял командование. Дело осложнялось раздорами между двумя его непосредственными подчиненными: неаполитанским генералом Карло Андреа Караччоло, маркизом Торрекузо, и каталонцем Далмау де Керальтом, графом Санта-Колома и вице-королем Арагона. Спиноле удалось окружить крепость и 2 ноября 1639 отразить нападение пришедшей ей на помощь французской армии принца Конде. Гарнизон Сальсеса, оставшийся без припасов, был вынужден сдаться. Капитуляция была подписана 23 декабря 1639, после чего французы ушли в Нарбонн, причем Спинола обеспечил их едой в дорогу.
В январе-феврале 1640 Спинола разместил итальянских и валлонских солдат в северо-восточной части Каталонии и испанские терсио в юго-западной части; в то же время он пытался подавить протесты городских властей, ибо катастрофическое состояние экономики в регионе не позволяло там разместить значительные воинские контингенты.
В конце марта он покинул Барселону и прибыл в Мадрид, присоединившись к Исполнительной хунте (Junta de esecución), созданной для решения чрезвычайных ситуаций в Каталонии. Там в июне началось открытое восстание, но Спинола полагал, что с повстанцами можно достичь соглашения, использовав для этого португальских дворян. Изменил свою позицию только в 1641 году, после начала восстания в Португалии. По распоряжению короля для решения каталонской проблемы был сформирован Большой совет во главе с маркизом де лос Бальбасес, графом Оньяте и герцогом де Вильяэрмоса. Придворной карьере Филиппо активно содействовал его брат Агостино, архиепископ Гранады, затем Севильи.
После падения графа-герцога Оливареса Спинола потерял большую часть влияния при дворе, после чего уехал в Италию, в 1645 году поселившись в Россано, неподалеку от Тортоны. Его резиденцию часто посещали представители властей Миланского герцогства, осведомленные о его обширных связях в Мадриде. При сотрудничестве своего сына Паоло он активно помогал секретарю испанского посольства в Генуе Диего де Лаура в делах, в которых участвовали крупные финансовые дома республики, таких как отправка войск в Милан или строительство новых галер. Маркиз де лос Бальбасес из Генуи или Россано поддерживал тесную переписку с главными министрами короля как в Италии, так и в Северной Европе, что позволяло ему, несмотря его удаленность от Мадрида, частично выполнять свои обязанности члена Государственного совета.
В середине 1655 года Луис де Аро снова призвал маркиза в Мадрид, где тот был назначен президентом Совета Фландрии. Спинола играл значительную роль в дипломатических переговорах, связанных с последней фазой конфликта с Францией и наступлением в Португалии.
После отъезда Пеньяранды де ла Корте в 1657 году Спинола вместе с Мединой де лас Торресом отвечал за координацию работы комиссии по мошенничеству, созданной для борьбы с контрабандой, принявшей массовый характер. Он стремился к сближению с Соединенными провинциями, дабы противостоять наступательному союзу, заключенному между Лондоном и Парижем в 1657 году. Отсутствие Аро в Мадриде из-за его активного участия в войне на португальском фронте и руководством мирными переговорами с Францией с конца 1658 года сделало Филиппо Спинолу ответственным за достижение соглашения с голландским резидентом при дворе Де Реде, согласно которому Соединенные провинции брали на себя блокирование побережья Португалии в обмен на получение разрешения на добычу соли на побережье Венесуэлы, что означало фактическое нарушение испанской монополии на американскую торговлю.
Боязнь голландского правительства вступить в конфликт с англичанами и соглашение, достигнутое между Аро и Мазарини в Пиренеях, свели соглашение на нет.
Вместе со своим другом Луисом де Аро маркиз де лос Бальбасес входил в группу придворных, занимавшуюся коллекционированием произведений искусства в соответствии со вкусами монарха. В завещании, составленном в Тортоне перед отъездом из Италии в 1655 году, он завещал Луису де Аро «Святого Себастьяна» Рубенса и графу де Пеньяранда «Святого Иеронима» Дюрера. Часть своего наследства он выделил на основание монастыря босых кармелиток Святой Терезы близ Генуи.
Филиппо Спинола умер в Мадриде в своем доме на улице Анча де Сан-Бернардо 8 августа 1659 и был погребен в городе Вильярехо-де-Сальванес в приходской церкви.

## Семья
Жена: Джиронима Дориа, дочь Паоло Дории и Баттины Спинолы
Дети:
- Паоло (24.02.1628—23.12.1699), маркиз де Лос-Бальбасес. Жена (24.02.1653): Анна Колонна (23.08.1629—30.06.1689), дочь Маркантонио Колонна, князя ди Пальяно, и Изабеллы Джоэни, принцессы Кастильоне
- Джованна, монахиня в Милане